# Uromys porculus
Uromys porculus és una espècie de mamífer rosegador de la família dels múrids. Només viu a les illes Salomó. Està classificada en perill crític per la Unió Internacional per a la Conservació de la Natura (UICN), tot i que podria ser extinta.